# Церква Успіння Пресвятої Богородиці (Свершківці)
Церква Успіння Пресвятої Богородиці в Свершківцях — парафія і храм Заліщицького благочиння Тернопільської єпархії Православної церкви України в селі Свершківці Чортківського району Тернопільської области.
Оголошена пам'яткою архітектури місцевого значення (охоронний номер 533).

## Історія церкви
У 1890—1898 роках у Свершківцях збудували дерев'яну церкву. На той час головою села був Іван Стасюк, а церковний комітет очолював Федір Мельник.
У 1993 році в селі насипали й освятили символічну могилу воїнам УПА.
У 1998 році збудували капличку.
Також встановлений пам'ятний хрест на честь скасування панщини.
У 2005—2009 роках під керівництвом о. Ігоря Прохири храм Успіння Пресвятої Богородиці був повністю відреставрований.
5 вересня 2010 року відбулося освячення нового престолу. Цю подію очолили архієпископ Тернопільський і Кременецький Іов та єпископ Чернівецький і Кіцманьський Марк у співслужінні з дев'ятьма священниками. На честь свята владика Марк залишив пам'ятний напис на кришці престолу.

## Парохи
- о. Пухальський (1767),
- о. Чепель Йоан (1775),
- о. Яків Головацький (1847—1848),
- о. Олександрович (1867—1911),
- о. Нестор Гавацький (1911—1915),
- о. Володимир Малащук (1925—1930),
- о. Йосиф Ткатчик (1930—1933),
- о. Михайло Пастушенко (1933—1935),
- о. Антон Ричаківський (1935—1938),
- о. Бабуняк (1941—1944),
- о. Іван Гладуняк (1949—1956),
- о. Григорій Калюга (1956—1963),
- о. Смішко (1963—1964),
- о. Володимир Вільховий (1987—1988),
- о. Анатолій (1988—1989),
- о. Тарас (1989—1990),
- о. Петро Дучок (1990—1991),
- о. Мирослав Теслюк (1991—1997),
- о. Ігор П'ятниця (1997—2005),
- о. Ігор Прохира (з 2005).